# Сержники
Сержники (пол. Sierżniki) — село в Польщі, у гміні Хонсно Ловицького повіту Лодзинського воєводства.
Населення — 282 особи (2011).
У 1975-1998 роках село належало до Скерневицького воєводства.

## Демографія
Демографічна структура станом на 31 березня 2011 року:
|          | Загалом | Допрацездатний вік | Працездатний вік | Постпрацездатний вік |
| -------- | ------- | ------------------ | ---------------- | -------------------- |
| Чоловіки | 151     | 33                 | 98               | 20                   |
| Жінки    | 131     | 29                 | 69               | 33                   |
| Разом    | 282     | 62                 | 167              | 53                   |